# Clickbait
Clickbait (kan oversættes til dansk som: Klik-madding) er et nedgørende udtryk for visse websteders forsøg på, med en besnærende overskrift, at lokke folks nysgerrighed til at klikke på et link, der fører dem til en side, hvor indholdet ikke er tilfredsstillende i forhold til deres forventninger til overskriften. Historisk er konceptet afledt af det, de såkaldte gule medier/tabloidpressen har brugt på tryk i årevis. F.eks overskrifter på forsiden af Ekstra Bladet og BT, hvor selve artiklen inde i bladet typisk er skrevet i et overdrevet sprog, og typisk også som skandalesager og sensationer.
Et clickbait består typisk af tre dele. Et foto og en overskrift der består af to sætningsdele: et følelsesmæssigt løfte og en sætning der pirrer nysgerrigheden, men udelader vigtig information.